# Famiano
Famiano (Colonia, 1090 circa – Gallese, 8 agosto 1150) è stato un monaco cristiano tedesco naturalizzato italiano, appartenente all'ordine cistercense. Dopo varie peregrinazioni, si ritirò a vita eremitica a Gallese.
È venerato come santo dalla Chiesa cattolica.

## Biografia
Nato a Colonia dai nobili Gotescalco e Guimara, al battesimo gli venne imposto il nome di Quardo (o Gerardo): durante gli studi sentì la vocazione alla vita religiosa e partì per un pellegrinaggio.
Visitò Roma nel 1108, poi altri santuari italiani e San Giacomo di Compostella: fu ordinato sacerdote nel monastero dei Santi Cosma e Damiano, nei pressi del Miño, poi prese l'abito cistercense e si ritirò a vita eremitica nel monastero di Santa María de Oseira.
Lasciò l'abbazia per recarsi in Terra santa e al ritorno, nel 1150, si stabilì a Gallese, dove si spense poco dopo.

## Culto
Fu probabilmente canonizzato da papa Adriano IV nel 1155.
Sulla spelonca dove visse a Gallese fu eretta una cappella, trasformata in basilica nel 1285.
Nel 1511 papa Giulio II concesse l'indulgenza plenaria a quanti avessero visitato il santuario del santo a Gallese nei giorni della sua festa; papa Paolo V confermò l'indulgenza nel 1607.
Le sue spoglie furono fatte ricomporre nel 1633 da Angelica de' Medici, duchessa di Gallese, in un sarcofago di vetro e legno di cipresso. Nel 1733 la duchessa Feliciana Sylva  fece trasferire le spoglie in un'urna di marmo.
Il suo elogio si legge nel Martirologio romano all'8 agosto.